# Elmen
Elmen je obec v Rakousku ve spolkové zemi Tyrolsko v okrese Reutte.
K 1. lednu 2011 zde žilo 386 obyvatel, k 1. lednu 2017 se jejich počet snížil na 378.